# Epalpus nitidus
Epalpus nitidus là một loài ruồi trong họ Tachinidae.